# Tongeren
Tongeren (franceză Tongres, germană Tongern, limburgheză: Tóngere, valonă Tongue) este un oraș din regiunea Flandra din Belgia. Comuna este formată din localitățile Tongeren, Berg, Diets-Heur, Henis, 's Herenelderen, Koninksem, Lauw, Mal, Neerrepen, Nerem, Overrepen, Piringen, Riksingen, Rutten, Sluizen, Vreren și Widooie. Suprafața totală este de 87,56 km². La 1 ianuarie 2008 comuna avea o populație totală de 29.859 locuitori.
Tongeren se învecinează cu comunele Kortessem, Hoeselt, Bilzen, Borgloon, Heers, Riemst, Crisnée, Oreye, Awans, Herstappe, Juprelle și Bassenge.

## Localități înfrățite
- Polonia: Kalisz.